# مورتون لوكاس
مورتون لوكاس (بالإنجليزية: Morton Lucas)‏ (24 نوفمبر 1856 - 9 يوليو 1921) هو لاعب كريكت بريطاني (وحمل سابقاً جنسية المملكة المتحدة لبريطانيا العظمى وأيرلندا).